# Kim Young-ho
Cet article concerne l'escrimeur sud-coréen. Pour l'acteur sud-coréen, voir Kim Young-ho.
Kim Young-ho (Hangul: 김영호, Hanja: 金永浩) (né le 9 avril 1971 à Nonsan en Corée du Sud) est un escrimeur pratiquant le fleuret.
Aux Jeux olympiques d'été de 2000 à Sydney, il gagne le titre olympique, battant l’Allemand Ralf Bißdorf en finale.